# Akhilleusz-festő

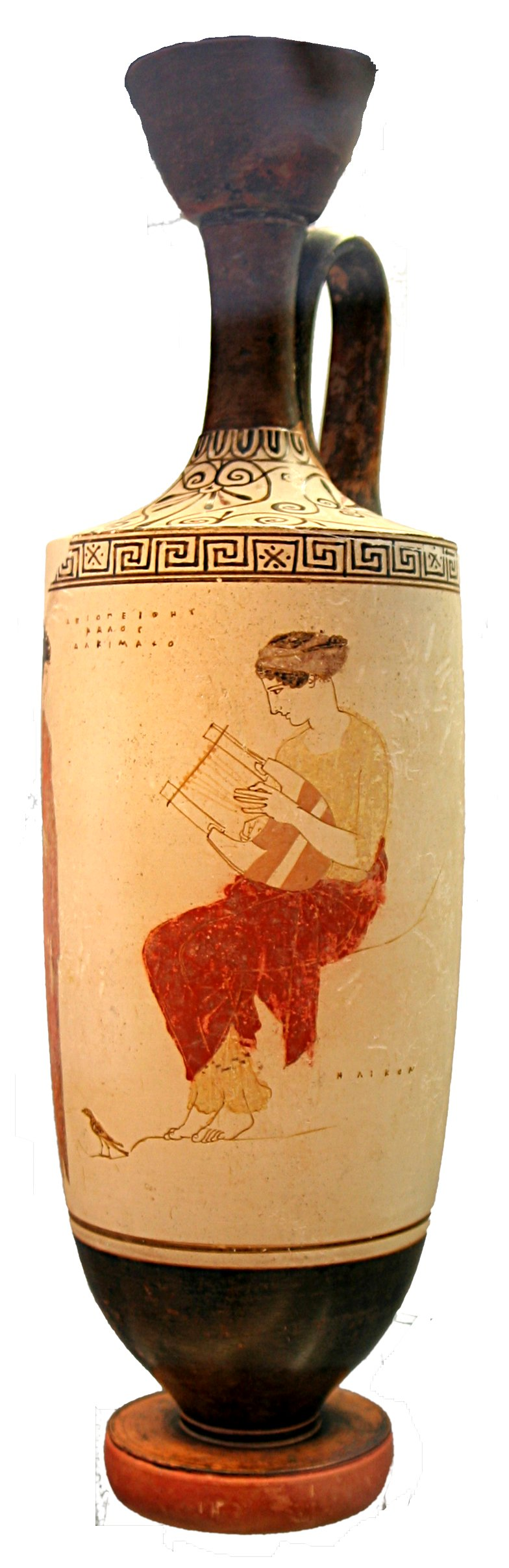
Akhilleusz-festő: Lanton játszó múzsa, fehéralapos leküthói amfora

Akhilleusz-festő, latinosan Achilles-festő (I. e. 5. század) görög vázafestő.
Neve nem ismert, i. e. 460–i. e. 420 körül működött Athénben, a Pheidiasz-kor egyik vezető mestere volt. Mai elnevezését egy Vulciban talált amfora Akhilleusz-ábrázolásáról nyerte (a Vatikáni Múzeumban őrzik). Kezdetben a Berlin-festő alkotásai hatottak rá, később a kevés alakos, statikus váza- és léküthoszképeit vörösalakos és fehéralapos technikával készítette. Összesen mintegy kétszáz műve maradt fenn.

## Főbb művei
- Akhilleusz és Briszéisz. Amfora, Vatikáni Múzeum
- Euforbosz a gyermek Oidipusszal. Amfora, Párizs, Bibliothéque Nationale
- Múzsák a Helikónon. Léküthosz, München